# Molchner Stolln
Der Molchner Stolln ist ein zum Schaubergwerk ausgebautes aufgelassenes Silber- und Zinnerzbergwerk in Pobershau.

## Geschichte
Der Bergbauort Pobershau wurde Anfang des 16. Jahrhunderts zur Nutzung neu aufgefundener Eisenerze gegründet, erste Erwähnung einer „Drey Molchen Fundgrube“ 1529 wegen guter Silberfunde. Die höchste Ausbeute der Grube wurde 1540 erreicht, später litt der Grubenbetrieb zum Dreißigjährigen Krieg in großem Maße. Ab dem 17. Jahrhundert fand hauptsächlich Bergbau auf Zinn statt, bis der Abbau dieser Periode 1866 eingestellt wurde. 1936–1938 wurde das Grubenfeld wohl im Rahmen des Vierjahresplanes auf Abbauwürdigkeit untersucht; letztmals erfolgte 1947–1954 Erzabbau durch die SDAG Wismut.

## Schaubergwerk
Der Molchner Stolln wurde bereits 1934 teilweise zum Schaubergwerk erweitert, das dann ein Jahr später eingeweiht wurde.

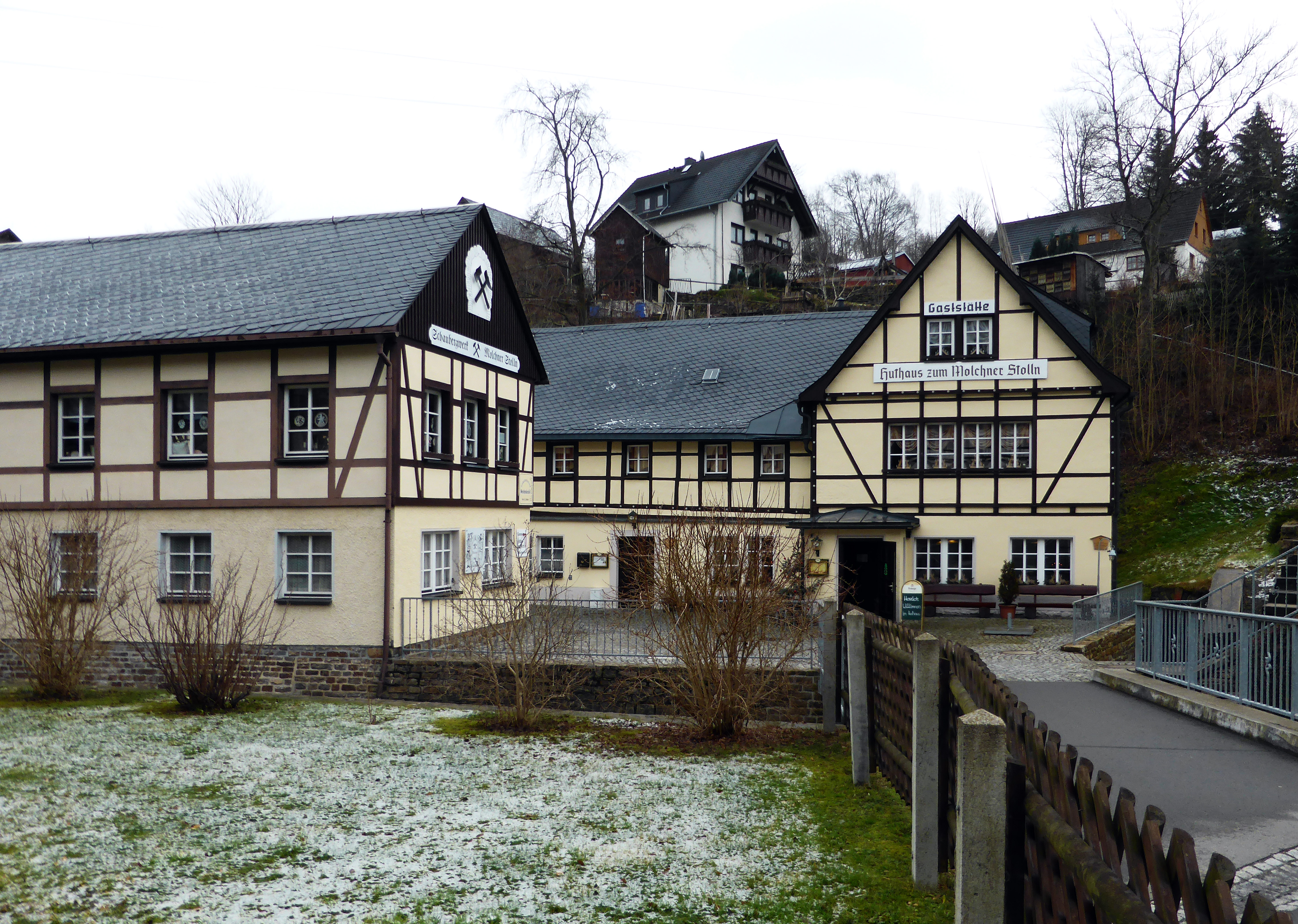
Gebäudekomplex
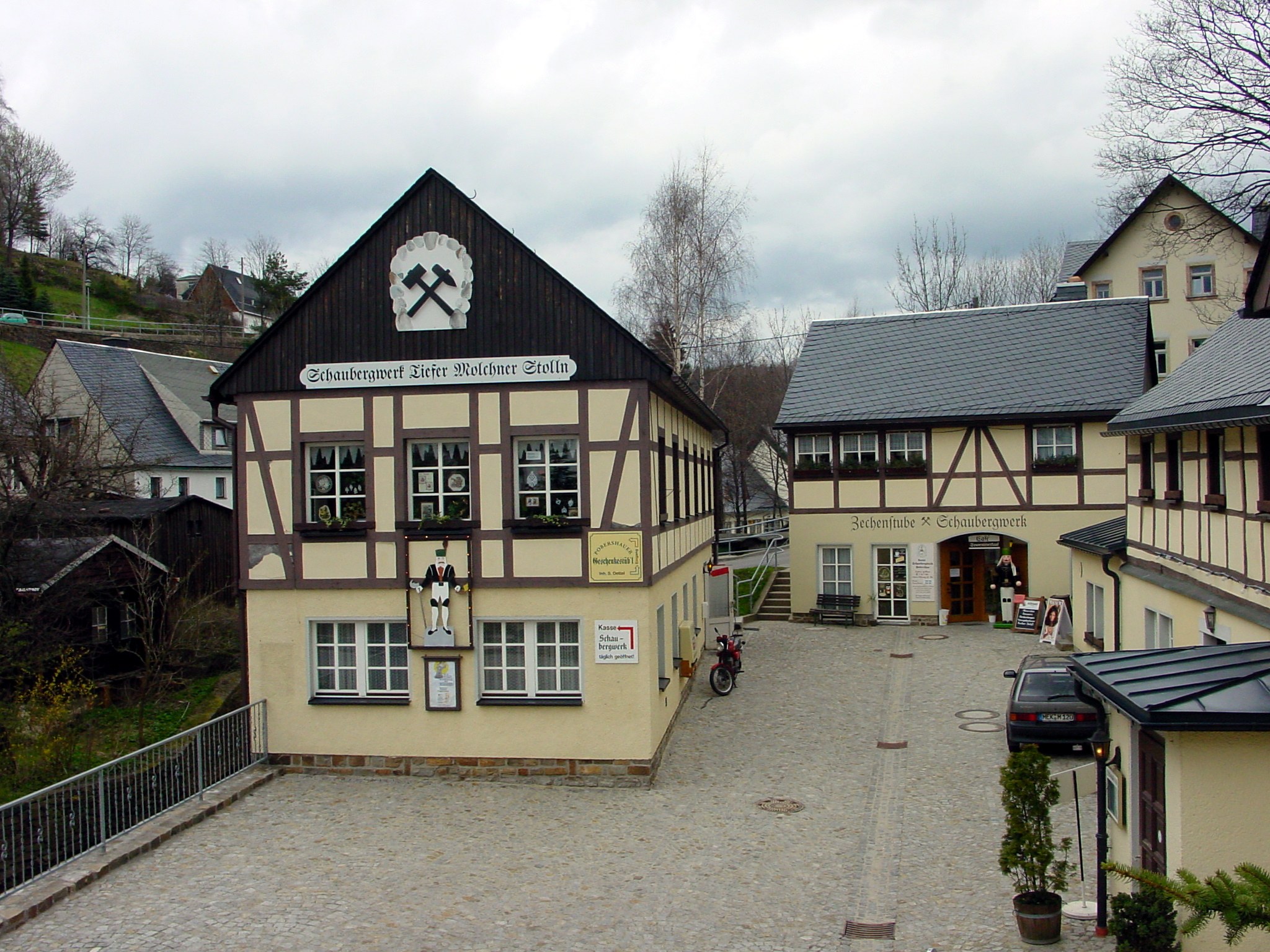
Übertagegebäude des Molchner Stollns
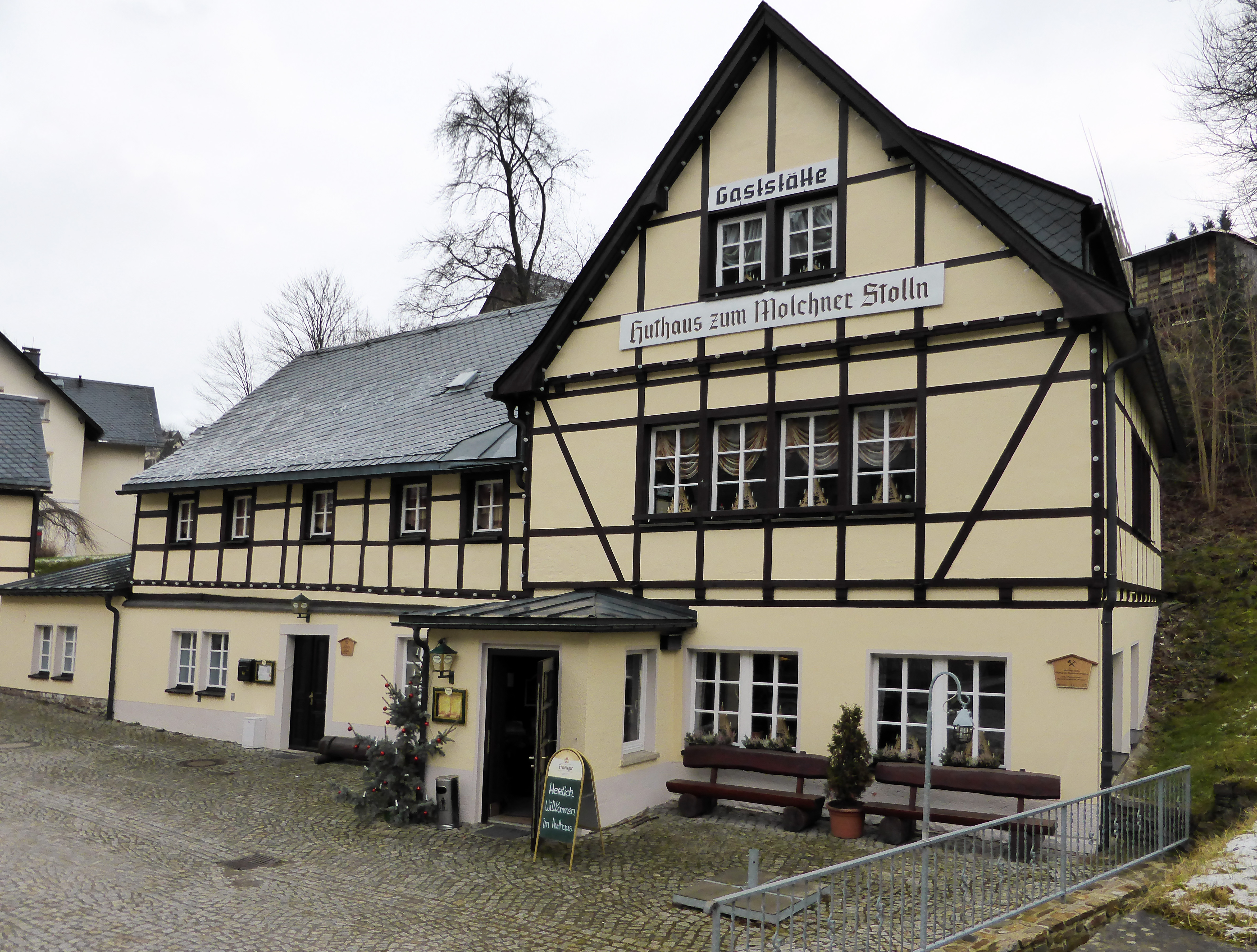
Huthaus zum Molchner Stolln
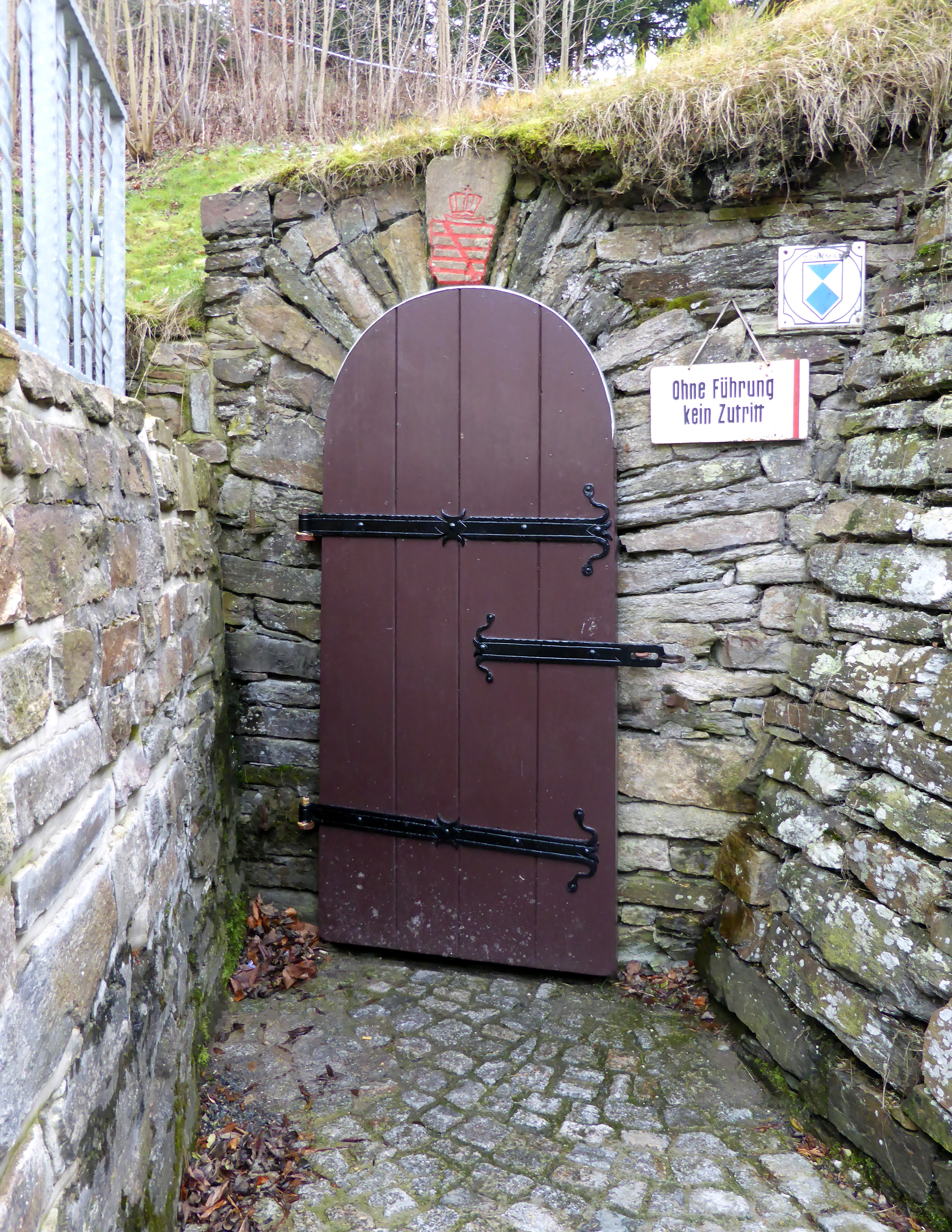
Zugang zum Molchner Spatgang
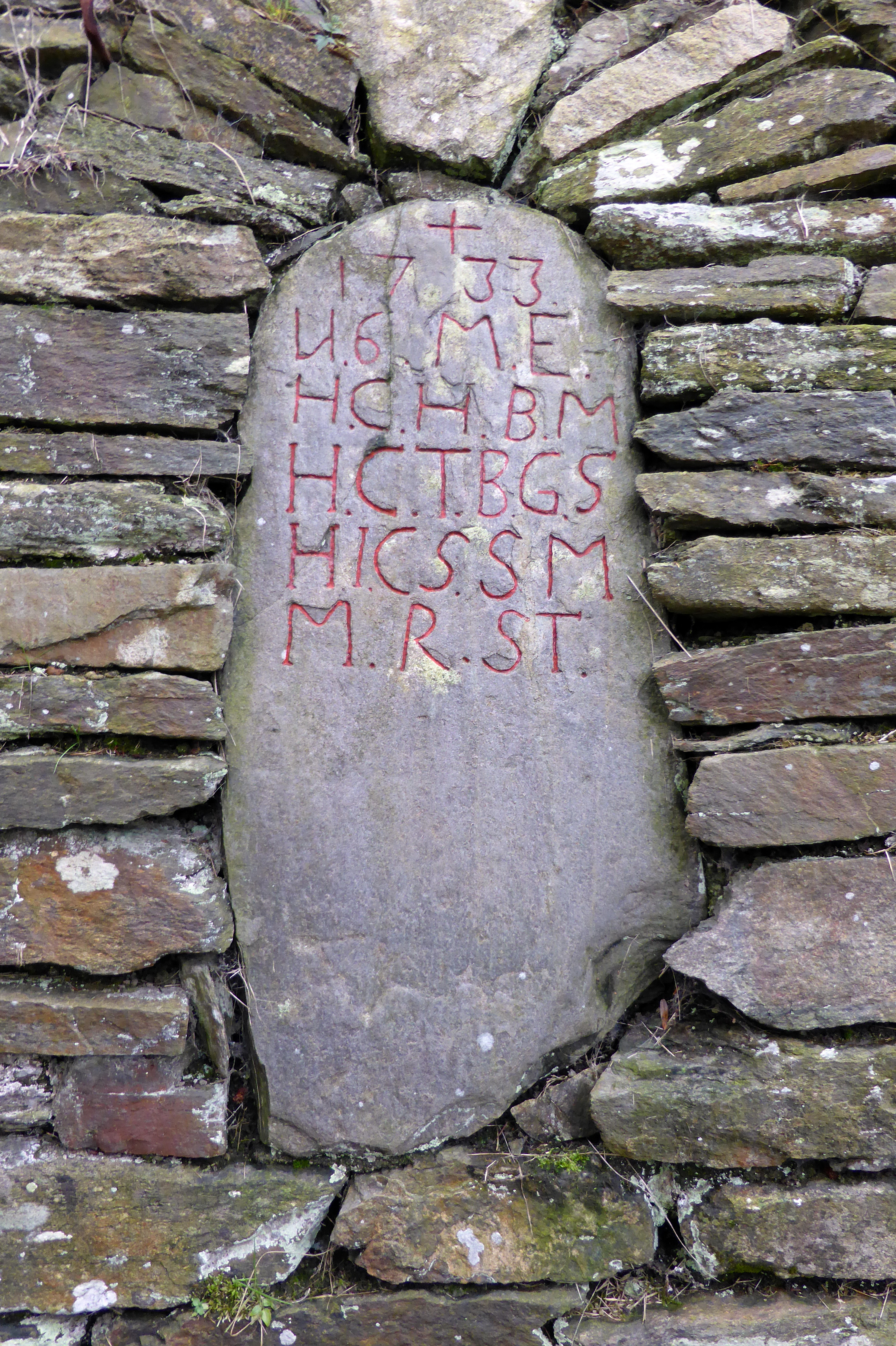
Grenzstein von 1733

## Besonderheiten
Der Molchner Stolln zeigt unter anderem den funktionierenden Nachbau eines Kunstgezeugs und einen bergbaugeschichtlichen Grenzstein von 1733, der entziffert werden konnte.